# Port lotniczy Cërrik
Port lotniczy Cërrik – port lotniczy i wojskowa baza lotnicza w albańskiej miejscowości Cërrik.